# Биксби, Билл
Билл Биксби (англ. Wilfred Bailey Everett Bixby III); 22 января 1934, Сан-Франциско, Калифорния, США — 21 ноября 1993, США) — американский актёр, режиссёр, продюсер.

## Биография
Билл Биксби родился в семье продавца и старшего менеджера компании Magnin & Co. В 1952 году актёр окончил среднюю школу и впоследствии поступил в Калифорнийский университет в Беркли, где стал изучать драматическое искусство. Во время обучения в университете Биксби удостоился почётной стипендии. После окончания учёбы проходил военную службу в резерве корпуса морской пехоты США.
В кино дебютировал в 1957 году. Начиная с 1959 года Биксби работал моделью и принимал участие в коммерческих проектах. Известен ролью доктора Брюса Баннера в сериале «Невероятный Халк». В 1976 году он был удостоен номинации на премию «Эмми» в категории «Лучший приглашённый актёр в драматическом телесериале». В том же году исполнил одну из главных ролей, журналиста Сэма Ловелла, в вестерне «Вторжение в округ Джонсон», продемонстрировав, помимо прочего, на экране свои способности иллюзиониста.
Билл Биксби был женат на голливудской актрисе Бренде Бенет.
Билл Биксби умер 21 ноября 1993 года в возрасте 59 лет, был кремирован.